# R4m raket
De R4M Raket (Duits: Rakete, 4Kilogramm, Minenkopf) was een lucht-luchtraket die gedurende de Tweede Wereldoorlog ontwikkeld is voor de Luftwaffe.

## Ontwikkeling
De R4M is ontwikkeld omdat er steeds zwaardere wapens tegen bommenwerpers nodig waren. Men begon met het 20 mm MG 151/20 snelvuurkanon, compact genoeg om in de vleugel van de Focke-Wulf Fw 190 ondergebracht te worden. Men concludeerde echter dat er gemiddeld twintig rake 20 mm schoten nodig waren om een viermotorige bommenwerper neer te schieten. Deze 20 mm kanonnen die ook onder de Bf 109 gemonteerd waren, onder de vleugel zodat ze veel luchtweerstand produceerden, werden aangevuld of vervangen door het 30 mm MK 108 kanon, in iets grotere pods die ook onder de vleugel gemonteerd werden. Hiermee kon een bommenwerper met gemiddeld één tot drie rake schoten neergehaald worden. Het MK 108 kanon was echter veel zwaarder en de grotere munitie maakte het moeilijk om meer mee te nemen dan voor één of twee aanvallen. Daarbij kwam nog dat door de lage mondingssnelheid van deze kanonnen, ze een erg kort bereik hadden en een afwijking van meer dan 41 meter op een afstand van 1000 meter. Om dicht genoeg bij de bommenwerpers te komen, moesten de aanvallers zich binnen het bereik van de kanonnen van de bommenwerper begeven. Het krachtiger MK 103 kanon had een hogere mondingssnelheid en een groter bereik, ten koste van een veel hogere massa, grootte en veel lagere vuursnelheid: 380-420 schoten per minuut tegen 600-650 schoten per minuut voor de MK 108.
Ook de van de Nebelwerfer afgeleide Werfer-Granate 21 (Wfr. Gr. 21} raketten waarmee de Messerschmitt BF 109 en BF 110 en de Focke-Wulf Fw 190 jachtvliegtuigen waren uitgerust om de bommenwerperformaties van de USAAF aan te vallen, hadden lanceerbuizen die niet alleen veel luchtweerstand opleverden. Deze raketten moesten naar boven gericht worden op ongeveer 15° om de behoorlijke valsnelheid te compenseren. Naast de behoorlijke luchtweerstand die de lanceerbuizen al opleverden hadden deze raketten ook een relatief lage vuursnelheid van 1150 km/h. 
De oplossing was om de pods met kanonnen onder de vleugel en de grote raketlanceerinstallaties, te vervangen door raketten met een kleine diameter, uitgerust met een vastebrandstofmotor en een wapenkop vergelijkbaar met die van een kanonskogel. Hoewel elke raket zwaarder was dan een vergelijkbare kanonskogel leverde het ontbreken van het kanon zelf enorm veel gewichtsvoordelen op. Dit voordeel was zo groot dat zwaardere raketten met een groter bereik nog steeds lichter waren dan de kanonnen die ze zouden kunnen vervangen. 
De anti-vliegtuigversie van de R4M had een grote wapenkop met 520 gram Hexogeen explosief, wat een bijna gegarandeerde 'kill' opleverde met één schot. Elke R4M had 3,2 kilogram massa en bevatte genoeg brandstof voor een bereik van 1000 meter, buiten bereik van de defensieve kanonnen van de bommenwerpers. De raket bestond uit een simpele stalen buis met uitklapbare vinnen aan de staart voor stabilisatie. Een batterij bestond meestal uit twee groepen van 12 raketten en als deze 24 raketten tegelijk werden gelanceerd dekten ze een gebied van 15 bij 30 meter op 1000 meter afstand. Een dichtheid waarbij het bijna zeker was dat het doel geraakt zou worden. De R4M's werden meestal gelanceerd in salvo's van zes raketten met een interval van 0,07 seconden op een afstand van 600 meter en gingen op hun doel af met een 60 procent hogere snelheid dan de Wfr. Gr. 21 raketten, een snelheid van circa 1890 km/h. Twee wapenkoppen waren beschikbaar voor de R4M, de normale PB-3 met een 0,4 kilogram zware lading voor anti-vliegtuigdoelen en een grotere lading, vergelijkbaar in constructie met de Panzerschreck, de Panzerblitz II (PB-2), voor anti-tank gebruik.

## Gebruik

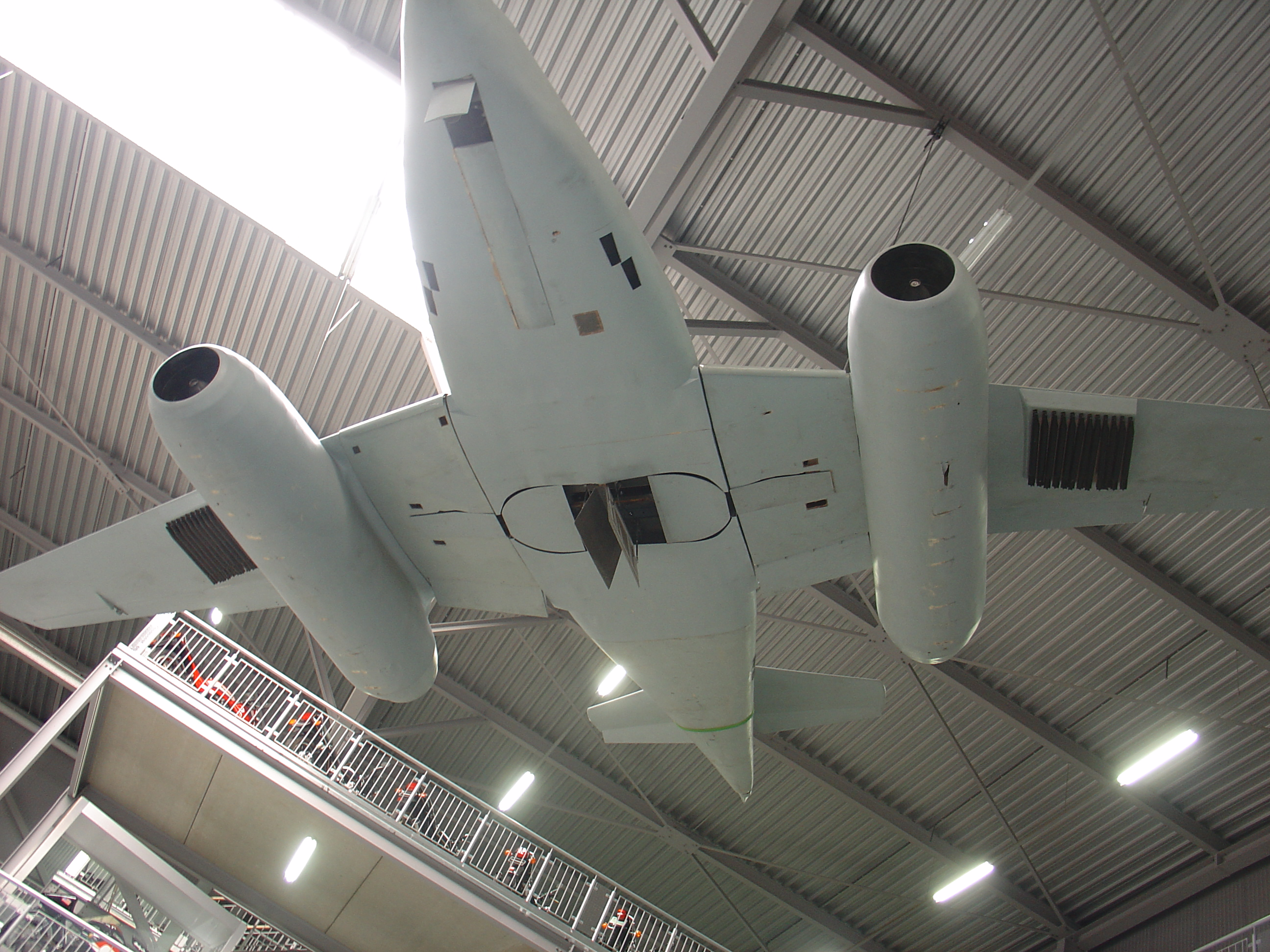
Me 262 met R4M raketten onder de vleugel in het Technikmuseum Speyer, Duitsland

Maar weinig vliegtuigen waren uitgerust met de R4M, vooral Messerschmitt Me 262s en de grondaanvalsversie van de Fw 190, waarbij de raketten gemonteerd werden op een klein houten rek onder de vleugels.

## Foto's
- https://web.archive.org/web/20120114230647/http://www.stormbirds.net/tech_r4m_rocket.htm
- https://web.archive.org/web/20090118232851/http://home.att.net/~jv44/r4m.htm